# Новита
Новита (исп. Nóvita) — небольшой город и муниципалитет на западе Колумбии, на территории департамента Чоко. Входит в состав субрегиона Сан-Хуан.

## История
Поселение, из которого позднее вырос город, было основано 30 сентября 1709 года.

## Географическое положение

Муниципалитет Новита

Город расположен в юго-восточной части департамента, к востоку от горного хребта Баудо, на левом берегу реки Таманы (приток реки Сан-Хуан), на расстоянии приблизительно 80 километров к югу от города Кибдо, административного центра департамента. Абсолютная высота — 51 метр над уровнем моря.
Муниципалитет Новита граничит на севере с территорией муниципалитета Кондото, на западе — с муниципалитетом Медио-Сан-Хуан, на юге и юго-востоке — с муниципалитетом Сипи, на северо-востоке — с муниципалитетом Сан-Хосе-дель-Пальмар. Площадь муниципалитета составляет 1327 км².

## Население
По данным Национального административного департамента статистики Колумбии, совокупная численность населения города и муниципалитета в 2015 году составляла 7957 человек.
Динамика численности населения муниципалитета по годам:
| 2005 | 2006 | 2007 | 2008 | 2009 | 2010 | 2011 | 2012 | 2013 | 2014 | 2015 |
| ---- | ---- | ---- | ---- | ---- | ---- | ---- | ---- | ---- | ---- | ---- |
| 7867 | 7868 | 7882 | 7891 | 7900 | 7912 | 7920 | 7934 | 7940 | 7942 | 7957 |

Согласно данным переписи 2005 года мужчины составляли 52,7 % от населения Новиты, женщины — соответственно 47,3 %. В расовом отношении негры, мулаты и райсальцы составляли 93,5 % от населения города; индейцы — 5,5 %; белые и метисы — 1 %.
Уровень грамотности среди всего населения составлял 69,6 %.

## Транспорт
Город является одним из конечных пунктов национального шоссе № 13 (исп. Ruta Nacional 13), соединяющего Новиту с Кибдо.